# Giovanni Di Raimondo
Giovanni Di Raimondo (Modica, 12 agosto 1892 – Roma, 21 febbraio 1966) è stato un ingegnere e dirigente pubblico italiano.
Generale del Genio militare, fu poi direttore generale delle Ferrovie dello Stato (FS).

## Attività militare
Arruolatosi il 4 gennaio 1914, frequentò l'Accademia militare di Torino, da dove uscì con il grado di sottotenente dell'arma del genio, assegnato al 2º reggimento genio. Promosso tenente il 15 luglio 1915, partecipò alla Grande Guerra sempre effettivo allo stesso reggimento genio. Promosso capitano nel dopo guerra, dal 22 febbraio 1920 passo' al 6º reggimento genio, frequentando nel 1927 il 54º corso della scuola di guerra, diventando maggiore.
Promosso poi tenente colonnello (anzianita' 25 aprile 1929) fu assegnato al reggimento ferrovieri prima ed allo stato maggiore poi. Transitato all'8º reggimento genio, il 30 giugno 1934 fu nominato ufficiale nell´ordine della Corona d'Italia, di moto proprio sovrano.
Promosso colonnello dal 1º settembre 1937, fu comandante del 3º reggimento genio.
Da colonnello dell'Arma del genio, col Regio Decreto 13 agosto 1940, n. 391, sostituendo il colonnello Guido Coiro, per le sue alte qualità professionali Di Raimondo fu nominato componente del Consiglio superiore dei lavori pubblici, sezioni 1^ e 4^ (amministrazione delle FS), quale Ispettore delle linee ferroviarie gestite dal Genio militare.
Successivamente, promosso generale di brigata il 3 giugno 1942, fu prima allo stato maggiore del regio esercito e poi al comando supremo, quale capo reparto trasporti.
Trasferitosi a Brindisi a seguito del Governo Badoglio, fu nominato sottosegretario di Stato per le ferrovie, le comunicazioni e i trasporti, e tenne tale incarico dal 16 novembre 1943 al 18 giugno 1944.
Ammogliato, ebbe tre figli, Francesco, Carlo e Cesarina.

## Attività nelle Ferrovie dello Stato
A seguito del ritrasferimento del Governo a Roma, con Decreto Luogotenenziale 20 luglio 1944, Di Raimondo fu nominato direttore generale delle FS,  ricostruendo la rete ferroviaria italiana, in gran parte distrutta o resa impraticabile dalla guerra, ed a potenziarne l'efficienza negli anni successivi.
Permase quindi nell'importante incarico dal 20 luglio del 1944 al 12 agosto del 1957,  quando fu collocato a riposo per raggiunti limiti d'età.
Del lavoro di Di Raimondo vi furono testimonianze autorevoli del mondo politico, imprenditoriale e della Pubblica Amministrazione, come negli stessi ambienti ferroviari, nei quali la memoria di Di Raimondo è ancora vivissima. La ricostruzione delle Ferrovie, in così breve tempo, è stata spesso citata con ammirazione nella storia di quel difficile momento della vita nazionale.

### Biografia
- Guido Corbellini, Le Ferrovie dello Stato compiono cinquanta anni di vita, in Ingegneria Ferroviaria, vol. 9, n. 5-6, maggio-giugno 1955,  pp. 339-354.. Ristampe in volume: Roma, Collegio Ingegneri Ferroviari Italiani, 1955; Roma, Collegio Ingegneri Ferroviari Italiani-Ponte San Nicolò, Duegi, 2002, ISBN 88-900979-0-6